# Museo ebrei in Lettonia
Il museo "Ebrei in Lettonia" (in lettone: Muzejs „Ebreji Latvijā”; in inglese: "Jews in Latvia" Museum) si trova a Riga e ha come missione la ricerca e la divulgazione della storia degli ebrei in Lettonia, nonché la raccolta e la conservazione delle testimonianze riguardanti la comunità degli ebrei lettoni dalla sua nascita fino ai giorni nostri. Istituito nel 1989, fa parte della comunità ebraica lettone ed è uno dei pochi musei privati in Lettonia accreditati dallo Stato. Dal 2008 il direttore è lo storico lettone Iļja Ļenskis.

## Storia
Il museo è stato fondato da un gruppo di sopravvissuti all'Olocausto sotto la guida dello storico Marģers Vestermanis nel 1989. All'inizio fungeva da centro di documentazione, ma nel 1996 è stata organizzata la prima piccola mostra permanente. Il museo ospita tre sale, che mostrano la storia degli ebrei lettoni dal XVI secolo fino al 1945, e organizza conferenze, programmi educativi e diversi eventi culturali.

## Mostra
L'esposizione è composta da tre parti: 
- gli ebrei in Lettonia fino al 1918 (Il primo periodo della storia ebraica lettone, dall'arrivo degli ebrei sul territorio lettone nel XVI secolo);
- gli ebrei in Lettonia negli anni 1918-1941;
- gli ebrei nella Lettonia occupata dai nazisti.

Le prime due sale raccontano della vita sociale, economica, politica, intellettuale e religiosa, dello status giuridico degli ebrei e della loro partecipazione ai vari eventi storici. La terza è dedicata ai tragici eventi dell'Olocausto in territorio lettone. Un capitolo speciale è dedicato alle gesta onorevoli di quei cittadini lettoni che salvarono gli ebrei dallo sterminio quasi completo.

## Edificio
Il museo si trova nella sede della comunità ebraica di Riga, un edificio storico che un tempo era un club e teatro ebraico. Fu costruito negli anni 1913-1914 dagli architetti Edmund von Trompowsky e Paul Mandelstamm. Nel 1926 una compagnia teatrale ebraica iniziò qui le sue rappresentazioni, per cui lo stabile fu opportunamente rimaneggiato. Vi si trovavano anche varie organizzazioni pubbliche, una biblioteca ebraica, venivano organizzati eventi come matrimoni, conferenze, spettacoli e incontri. Durante l'occupazione tedesca (1941-1944) fu adibito a club per ufficiali tedeschi. 
In epoca sovietica l'edificio fungeva da luogo di educazione politica: vi si tenevano vari eventi ideologici, oltre ai congressi del Partito Comunista. È stato restituito alla comunità ebraica nei primi anni '90 e in seguito è diventato un monumento architettonico tutelato dallo stato.

## Collezione del museo
La collezione del museo "Ebrei in Lettonia" è la base che fornisce il materiale fondamentale per l'organizzazione di mostre e ricerche: custodisce circa 14 000 oggetti; più di 5 000 dei quali costituiscono il nucleo principale, che fa parte della collezione nazionale museale lettone. Sono presenti documenti, foto, libri e oggetti; da segnalare anche un repertorio di memorie del XIX-XX secolo, una ricca raccolta di foto di famiglia e materiali di varie organizzazioni ebraiche attive nel periodo tra le due guerre.